# Alexandersdorf

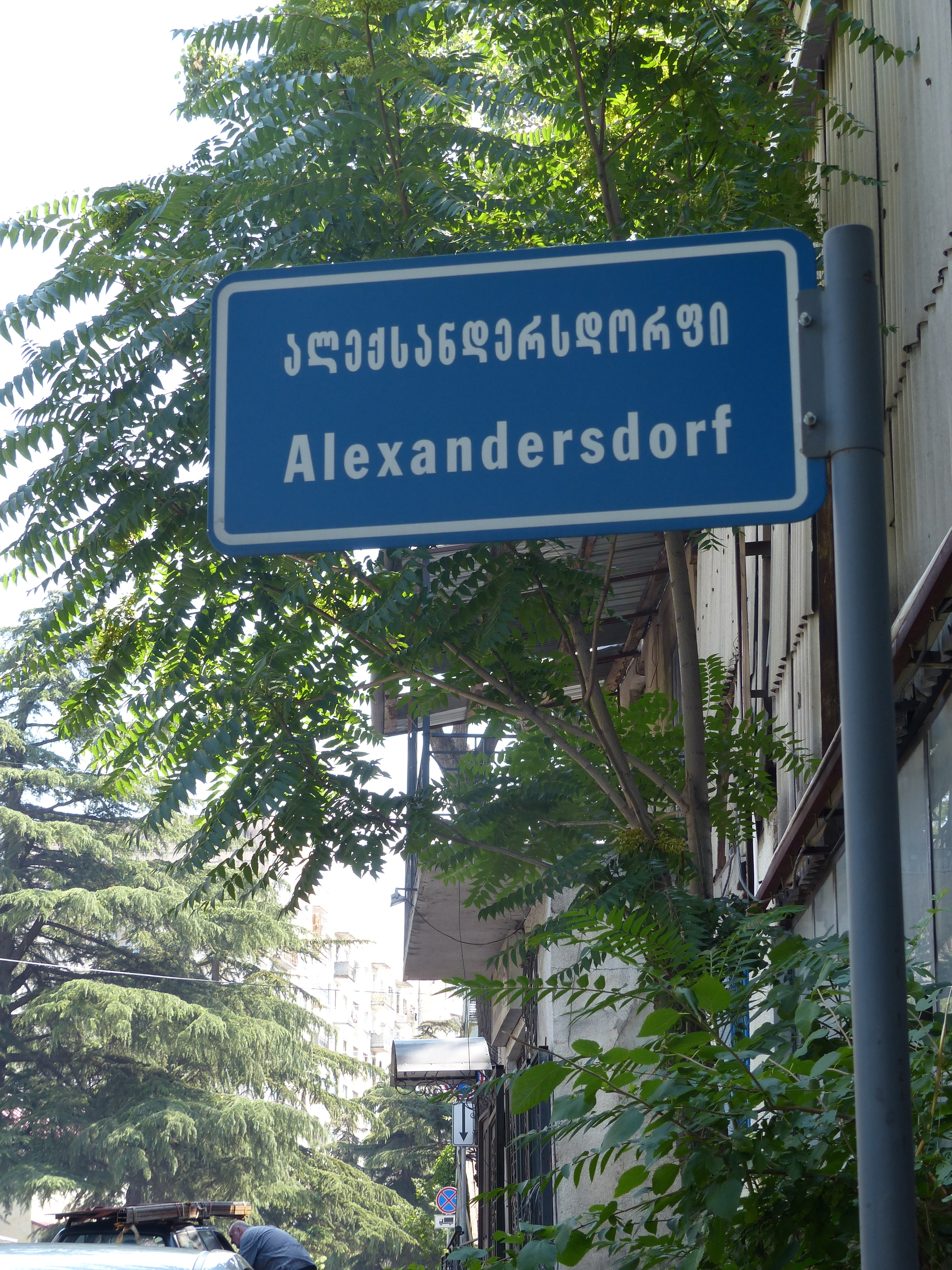
Hinweis Tiflis Alexandersdorf

Alexander(s)dorf (georgisch ალექსანდერდორფი, ɑlɛkʰsɑndɛrdorpʰɪ), zeitweise genannt Liebknechtsdorf, war eine Siedlung im heutigen Georgien, in dem Kaukasiendeutsche wohnten. Es lag im Bereich des heutigen Ortsteils Didube in der georgischen Hauptstadt Tiflis. Neben Alexandersdorf gab es auf dem Gebiet des heutigen Tiflis eine weitere deutsche Kolonie, Neu-Tiflis.

## Geschichte
Das Dorf wurde 1818 von württembergischen pietistischen bzw. chiliastischen Kolonisten, die auf Einladung des russischen Zaren in das Gouvernement Tiflis gekommen waren, gegründet und nach dem damaligen russischen Zaren Alexander I. benannt. Die ersten Einwanderer betrieben vor allem Acker- und Weinbau oder waren Handwerker.

### Eingliederung in Tiflis
1824 wurde Alexanderdorf offiziell in die Stadt Tiflis eingegliedert, die Siedlung behielt aber noch lange ihr dörfliches Erscheinungsbild. Erst nach den 1880er Jahren erhielt Alexanderdorf einen urbanen Charakter. Seit den 1930er Jahren sahen sich die Kaukasiendeutschen in der Sowjetunion zunehmenden Repressionen ausgesetzt. Nach Beginn des Deutsch-Sowjetischen Krieges im Sommer 1941 wurden deutschstämmige Einwohner, die nicht mit Georgiern verheiratet waren, nach Zentralasien oder Sibirien deportiert. Nach Kriegsende kehrte kaum einer in die Georgische SSR zurück. Von 1946 bis 1947 ließen die sowjetischen Behörden die Kirche Sankt Peter und Paul von  deutschen Kriegsgefangenen abreißen, um den Platz umzugestalten.
2018 hat die Verwaltung von Tiflis ein Ortsschild mit der Aufschrift 'Alexandersdorf' in georgischer und deutscher Sprache aufstellen lassen.